# 倪約翰
倪約翰（英語：John Hennessey-Niland），是一位美國外交官，曾在2020年至2022年擔任美國駐帛琉大使。

## 早年生活和教育
倪約翰在塔夫茨大學獲得了文學學士學位，接著在弗萊徹法律和外交學院獲得了法律和外交文學碩士學位，並在法國國家行政學院取得了文憑。

## 職業生涯
此前，他曾在夏威夷擔任霍蘭·史密斯營美國海軍陸戰隊太平洋部隊的外交政策顧問，並擔任美國駐斐濟大使館的政治經濟主管。其他外交職務包括在美國駐愛爾蘭大使館擔任代表團副團長和後來的臨時代辦，以及擔任G-20/G-7國家安全委員會主任，美國駐巴基斯坦大使館的國際麻醉品和執法部門主任。
2019年9月30日，唐納德·川普總統提名亨尼西·尼蘭為下一任美國駐帛琉大使。2020年2月11日，他的提名在美國參議院通過口頭表決方式獲得確認。他於2020年3月6日遞交了國書。
2021年3月，倪約翰與帛琉總統惠恕仁一同前往臺灣，並與中華民國總統蔡英文進行了會談。這使得倪約翰成為自1979年美國與台灣斷交以來首位訪問台灣的在任美國大使。

## 個人生活
倪約翰會說法語和荷蘭語。

## 榮譽
倪約翰獲得了美國國務院年度外交政策顧問獎和海軍功績民事服務獎章的榮譽。